# Espen und die Legende vom Bergkönig
Espen und die Legende vom Bergkönig (Originaltitel: Askeladden – I Dovregubbens hall) ist ein norwegischer Fantasyfilm mit Märchenelementen aus dem Jahr 2017. Im Jahr 2019 erschien die eigenständige Fortsetzung Espen und die Legende vom goldenen Schloss.

## Handlung
Der Bauernjunge Espen gilt seinem Vater und seinen beiden Brüdern, dem kräftigen Per und dem genussliebenden Pål, als Taugenichts. Das bestätigt sich, als er versehentlich das Holzhaus seiner Familie abfackelt. Sein Vater schickt ihn weg. Da hört er von der Entführung der Prinzessin Kristin, die ihm einmal zufällig begegnet ist, durch einen Troll, genannt „Bergkönig“. Der Sage nach soll der Bergkönig nämlich jede mit 18 Jahren noch ledige Königstochter rauben und zur Gemahlin nehmen.
Zusammen mit seinen zunächst ungläubigen Brüdern macht er sich auf die lange und beschwerliche Suche. Von einer weisen Hexe erfährt er, dass Trollhaut nur von einem magischen Schwert, das auf dem Grund eines Sumpfes ruht, durchdrungen werden kann. Unterwegs muss Espen seine Brüder aus den Fängen verführerischer Feen retten, und sich immer wieder gegen den arroganten, von brutalen Häschern begleiteten Prinz Frederik wehren, der ebenfalls auf der Suche nach der Prinzessin ist. Zuletzt gelingt es Espen, das Schwert zu finden, den Prinzen in die Schranken zu weisen, und die Prinzessin zu retten. Der Bergkönig, ein Nachtwesen, erstarrt im Licht der aufgehenden Sonne zu Fels und zerbröckelt.

## Ästhetik
Auffallend ist die Landschaftsinszenierung: Norwegische Wälder, Schluchten, Wasserfälle, Berglandschaften und Heideland bilden die Kulissen des Films. Der Film ist in warmen Farben gehalten, die in der Sumpfszene jedoch einer düsteren Tönung weichen. Als Anspielung auf die norwegische Literatur- und Musikgeschichte erklingt in einer Actionszene eine Bearbeitung von Edvard Griegs In der Halle des Bergkönigs aus der Peer-Gynt-Suite von 1875.

## Produktion
Der Film wurde ab 2016 in Norwegen gedreht, produziert von Maipo Film und Nordisk Film. Der norwegische Kinostart war der 29. September 2017.

## DVD-Edition
- Espen & die Legende vom Bergkönig, Eurovideo Medien, 2018.